# Sint-Gilliskerkhof

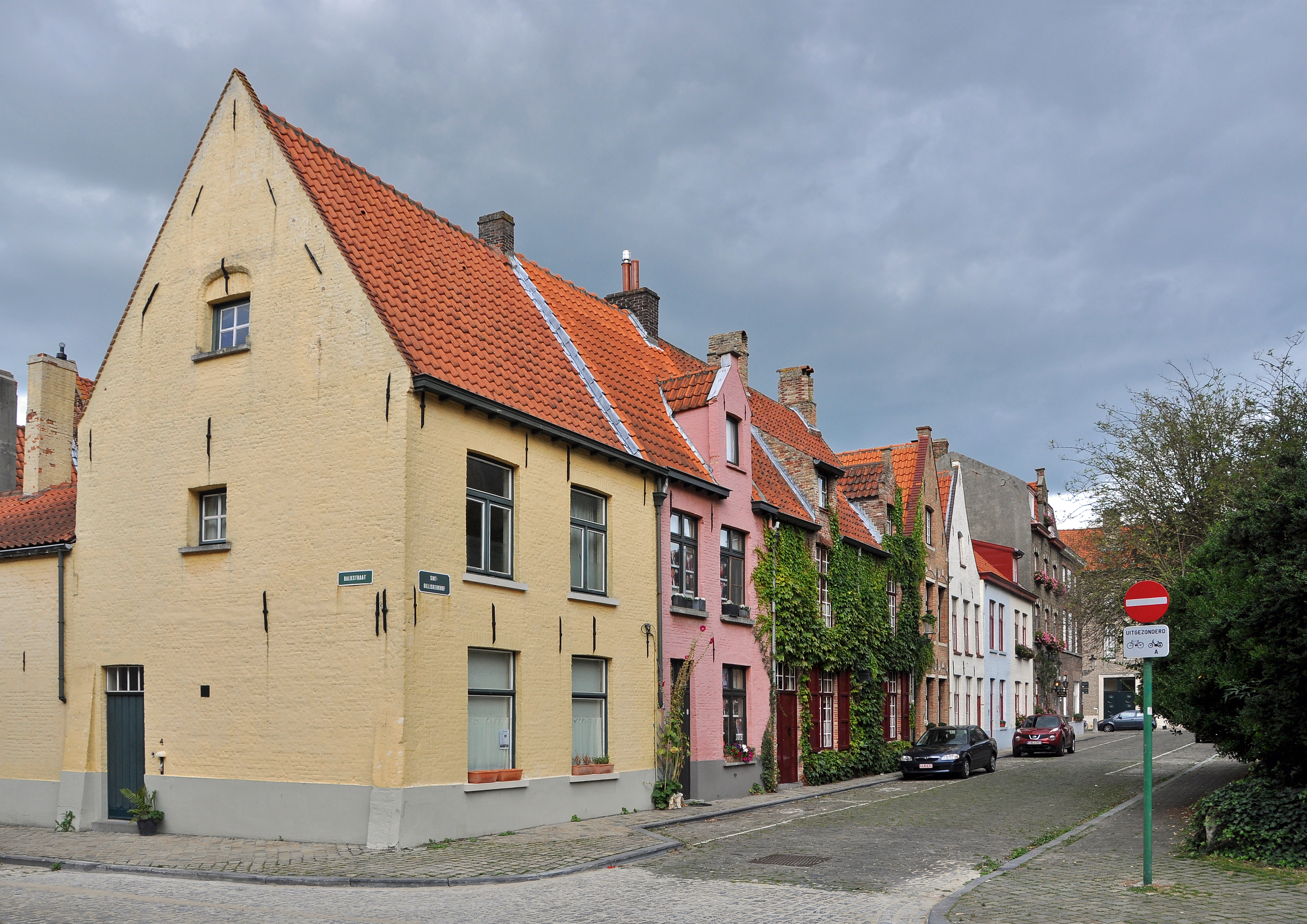
Sint-Gilliskerkhof, gezien vanuit de Baliestraat

Het Sint-Gilliskerkhof is een straat in Brugge.

## Beschrijving
Zoals alle in de stad gelegen kerkhoven, verdween het kerkhof rond de Sint-Gilliskerk geleidelijk na het verbodsdecreet van 1784.
Er werd een nieuwe verkaveling aangelegd en huizen werden gebouwd. De naam Sint-Gilliskerkhof bleef verder in gebruik, voor het geheel van de straten rondom de kerk. In 1900 besliste echter het stadsbestuur om alleen nog voor de straat ten noorden van de kerk de oorspronkelijke naam te behouden.
De straat loopt van de Baliestraat naar de Collaert Mansionstraat.